# Ammoxenus pentheri
Ammoxenus pentheri är en spindelart som beskrevs av Simon 1896. Ammoxenus pentheri ingår i släktet Ammoxenus och familjen Ammoxenidae. Inga underarter finns listade i Catalogue of Life.